# Массуми, Брайан
Брайан Массуми (р. 1956; англ. Brian Massumi) — канадский философ и социальный теоретик. Исследования Массуми охватывают область искусства, архитектуры, cultural studies, политическую теорию и философию. Исследуя пересечения между властью, восприятием и творчеством, он развивает свой подход к мышлению и социальному действию, связывая области политического и эстетического.
Ранее - профессор департамента коммуникаций в Университете Монреаля.
Брайан Массуми был тем, кто представил работы французских философов Жиля Делёза и Феликса Гваттари англоговорящей читающей публике. Ему принадлежит перевод книги «Капитализм и шизофрения. Тысяча плато» на английский язык и, кроме того, значимая работа «Руководство пользователя Капитализма и Шизофрении. Отклонения от Делёза и Гваттари» (User's Guide to Capitalism and Schizophrenia: Deviations from Deleuze and Guattari, 1992). Считается, что его эссе 1995 года «Автономия аффекта», позже включенное в его самую известную работу «Притчи для виртуального: движение, аффект, ощущение» (Parables for the Virtual: Movement, Affect, Sensation, 2002), сыграло главную роль в развитии междисциплинарной области изучения аффектов.
Массуми закончил бакалавриат по направлению Сравнительная Литература в Брауновском университете в 1979 году. В 1987 г. в Йельском университете он защитил докторскую работу по французской литературе. После постдоктората в Стенфордском университете (1987-1988), он поселился в Монреале, Канада, где он сначала преподавал в Университете Макгилла (на программе Сравнительной Литературы) и позже - в Университете Монреаля (департамент коммуникаций). В 2018 году вышел в отставку.
Массуми читал лекции по всему миру, его работы переведены на более чем 15 языков.
С 2004 годы он сотрудничает с проектом SenseLab, основанным Эрин Мэннинг. SenseLab — это экспериментальная «лаборатория для мыслей в движении», работающая на пересечении философии, искусства и активизма.

## Ранние годы
Брайан Массуми - сын Рашида Массуми (Наин, Иран) от первого брака с Элси Сабо (Лорейн, Огайо). Свое раннее детство Массуми провел между Лорейн (штат Огайо) и Маклин (штат Вирджиния). Его юношеские годы прошли в Скоттсдейле, штат Аризона; в это время он активно участвовал в экологическом движении начала 1970-х годов. Его работа с местными и национальными природоохранными организациями по вопросам сохранения дикой природы и землепользования, чистой энергии и водосбережения завершилась стажировкой в Вашингтоне, где он в составе «Общества дикой природы» занимался проблемой разработки сланцевой нефти.
Позже, разочаровавшись в лоббировании и традиционной политике, Массуми перешел к непосредственным действиям в контексте антиядерного движения конца 1970-х и начала 1980-х годов. В течение этого периода он работал в сети анархистских аффинитных групп под названием «Коалиция прямых действий в Сибруке».

## Философия
Массуми полагает, что его исследования продолжают традицию философии процесса, которой он дает широкое определение с целью вместить в нее тех мыслителей, для которых принципиально важным концептом было событие и появление. По мнению Массуми, философия процесса включает в себя не только имя Альфреда Уайтхеда, но и Чарльза Пирса, Анри Бергсона, Жильбера Симондона, Жиля Делёза и Феликса Гваттари, - всех тех, из чьих работ он многое почерпнул.  Он соединяет философию процесса с радикальным эмпиризмом Уильяма Джеймса, который утверждает первичность отношения. Это учение о том, что отношения реальны, непосредственно переживаются и создают свои собственные отношения. Массуми также характеризует свою работу как «философию активиста» (философия, для которой первичной является деятельность, а не субстанция); «спекулятивный прагматизм» и «онтогенетику»(философия, для которой становление первично по отношению к бытию ) в противоположность онтологии, а также как "невещественный материализм" (философия, приписывающая абстрактные измерения реальности телу и самой материи).

### Теория власти
Самая ранняя работа Массуми по теории власти является двунаправленной. С одной стороны, в ней исследуются процессы централизации власти, стремящиеся к абсолютистскому государству, которое он в целом определяет как фашистское. С другой стороны, под влиянием работ Мишеля Фуко, он обращает внимание на процессы, посредством которых силовые эффекты распределяются по всему социальному полю, в частности посредством массового производства того, что он назвал «повседневным страхом низкого уровня». После террористических актов 11 сентября 2001 года, его теории распределенной власти сфокусировались на доктрине упреждения, провозглашенной администрацией Джорджа Буша-младшего в качестве основы для «войны с террором».
Массуми утверждает, что упреждение  - это больше, чем военная доктрина. Но зародилось оно именно как агрессивный способ власти, действующий во многих формах в разных сферах общества. Он определяет этот способ власти как парадоксально продуктивный, называя его «Онтовластью» («ontopower», сила, чтобы быть). Онтовласть, согласно Массуми, связана но отлична от дисциплинарной власти и биовласти, анализируемых Фуко. Массуми рассматривает онтовласть как переплетенную с неолиберальным капитализмом. Он утверждает, что эта связь делает капиталистическую экономику самостоятельным формированием власти.
Мысль о том, что капиталистическая онтосила - это формация власти, которая модулирует социальное поле возникновения, чтобы захватить становление, поднимает фундаментальные вопросы о том, какую форму могут принять политическое сопротивление и антикапиталистическая борьба. Массуми утверждает, что не существует позиции «вне» капиталистической власти, с которой можно критиковать или сопротивляться ей. Потенциал для политических действий, тем не менее, остается, но требует стратегий «имманентной критики», которые контррегулируют социальную сферу возникновения. Эти формы сопротивления возникают на «микрополитическом» уровне. Слово «микрополитика» относится не к масштабу действия, а к его способу.

### Философия опыта
Подход Массуми к восприятию и философии опыта тесно связан с его политической философией посредством теории аффекта. Массуми отлично удается развести эмоции и аффект. Вслед за Спинозой он определяет аффект как «способность влиять и быть затронутым». Отсюда, аффект обнаруживается во встречах, случающихся в мире, а не во внутреннем мире психологического субъекта. Эмоция, как утверждает Массуми, является интернализацией аффекта, психологическим его выражением. Он помещает аффект как таковой в бессознательную «зону неразличимости» или «зону неопределенности» между мыслью и действием. Эта зона неопределенности является «полем возникновения» детерминированного опыта, но сама сопротивляется захвату в функциональных системах или структурах значения.
Сопротивление аффекта захвату оставляет «остаток» неактуализированной способности, который сохраняется в мире как «резерв» потенциала, доступного для следующего определения или «обретения» опыта в определенных действиях, восприятии и эмоциях. Массуми считает этот остаточный потенциал, сохраняющийся на протяжении продолжающегося процесса серийного образования, «автономией» аффекта.Аффект вовлечен во все виды опыта, включая языковой опыт, как сопутствующее измерение становления. И наоборот, все модусы опыта удерживаются вместе в аффективном поле проявления в состоянии «зарождения». Разница между режимами опыта не стирается в этой зоне неразличимости, но присутствует «зародышево» как минимальный дифференциал. Способы переживания расходятся друг с другом, чтобы прийти к выражению по-разному, реализуя различные тенденции.
Процесс принятия формы опыта "пульсирует". Каждая окончательная обретенная форма возвращается вновь из области возникновения после промежутка, который Массуми идентифицирует с «недостающей половиной секунды» в сознательном опыте, экспериментально подтвержденном нейропсихологом Бенджамином Либетом.
Вслед за Уайтхедом, он утверждает, что «сознание мерцает». Между импульсами опыт возвращается к имманентности в зоне неразличимости поля возникновения, где он приводится в боевую готовность (заряжается и ориентируется) для следующей обретающей формы. Это происходит на бессознательном уровне «интенсивности» опыта.
В своей более поздней работе Массуми развивает концепцию общей деятельности (bare avtivity), сконструированную для анализа аффективного поля проявления, в котором способы деятельности, которые выражаются по-разному, (например, как «ментальное» и «физическое»; «действие» и «восприятия»; «рациональное» и «эмоциональное») находятся в состоянии «взаимного включения». Взаимное включение - это логика имманентности, которая не подчиняется закону исключенной середины. Концепция взаимного включения в общую деятельность имеет последствия для теории восприятия. По сути, теория восприятия должна базироваться на изучении слияния чувств (кросс-модальной ретрансляции или синестезии) и «амодальном восприятии» (опыт, который не находится ни в каком конкретном модусе и в этом смысле является «абстрактным»). Массуми связывает амодальное восприятие с «проприоцептивным» опытом восприятия движения, и утверждает, что опыт движения является первичным по отношению к объектам.
Акцент на амодальное восприятие, который делает Массуми, дает модусам абстракции непосредственную роль в возникновении опыта. Это затрудняет различие между конкретным и абстрактным.  Массуми анализирует конститутивную роль абстрактных измерений реальности в терминах «реальности виртуального», расширяя теорию виртуального Бергсона, переосмысленную Делёзом. Он утверждает, что виртуальное, как это ни парадоксально, само реализуется в форме дополнения опыта, который он называет «подобием». Подобие в лексике Массуми - это прямое переживание абстрактной «динамической формы» события. Оно несет в себе чувство витальности, уникально связанное с событием. Это дополнение чувственного опыта составляет «прибавочную стоимость жизни».
Теории Массуми отвергают репрезентативные представления о мышлении и восприятии, а также любой дуализм ума и тела. Последнее заменяется неотъемлемым событием телесности, совпадающим с движением мысли. Его акцент на бессознательном поле опыта бросает вызов когнитивной модели познания в пользу теории «прямого восприятия». Прямое восприятие, по его мнению, является перформативным и возникающим. Оно выражает и передает аффективные силы, которые превосходят когнитивное понимание. Тем не менее, можно обратиться к прямому восприятию (или «чистому» опыту) в модусе осознания, который Массуми называет «thinking-feeling».
Массуми утверждает, что аффект и непосредственное восприятие не ограничиваются человеческим субъектом, но являются «трансиндивидуальными» и распространяются через континуум природы-культуры. Это позволяет обозначить его теорию как разновидность панэкспириенциализма и дистанцирует ее от феноменологии. Массуми охарактеризовал свою мысль как «крайний реализм». Под этим он подразумевает философию, утверждающую первичную реальность качеств опыта, которая воспринимается как несводимая к субъективным  квалиа или объективным свойствам.

## Творчество
Массуми работает на основе понятия «творческого продвижения» Уайтхеда, согласно которому мир находится в постоянном состоянии зарождения, которое характеризуется постоянным изменением формы. Спекулятивные и прагматические аспекты его теории объединяются вокруг представления о том, что для развития этого творческого движения могут быть разработаны конкретные методы.
В сотрудничестве с Эрин Мэннинг Массуми разработал процесс-философский подход к исследованию-созданию (research-creation).  Исследование-создание - это категория в канадской академической среде, сродни тому, что называют «искусствоведческим исследованием» в Европе. Мэннинг и Массуми расширяют концепцию за пределы университета и конкретной области искусства. Они выступают за «экологию практик», которая исследует, как философские концепции, сформированные в языке, могут быть «преобразованы» в другие способы опыта таким образом, чтобы способствовать творческой практике, и, наоборот, как понимание, которое уже пронизывает неязыковые модусы опыта, может быть доведено до явного выражения путем дальнейшего концептуального исследования. В подобной практике двустороннего обмена они видят потенциал, способный привести к появлению новых нестандартных способов знания, которые превосходят дисциплинарное понимание и нормативные рамки восприятия.
Согласно Мэннинг и Массуми, практика создания исследований непременно носит коллективный и реляционный характер и, в силу этого, несет в себе «прото-политическую» силу имманентной критики. SenseLab Мэннинг задуман как лаборатория для совместного исследования научных исследований в их философском, эстетическом и политическом измерениях.